# 保温车

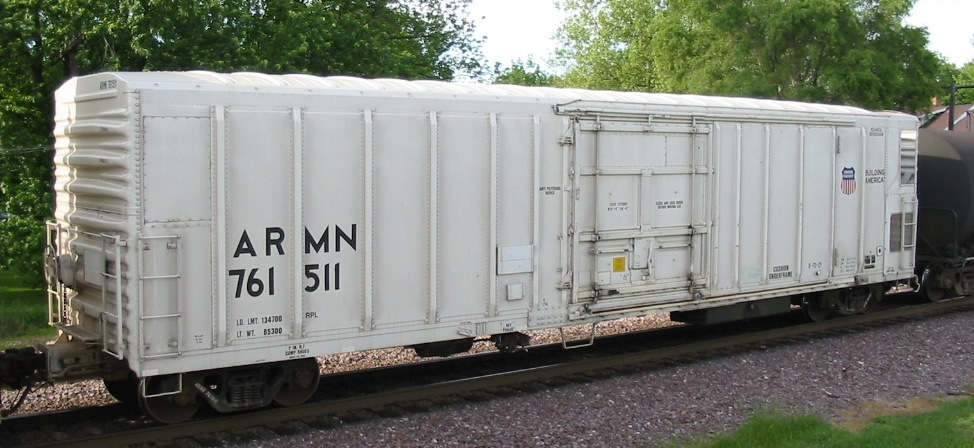
保温车一般使用白色涂装

保温车也称冷藏车，是一种运输对温度有较高要求的货物的铁路货车，常用来运输新鲜食物，如鱼、肉、鲜果、蔬菜等。

## 亞洲

### 中國
中国铁路货车基本型号用“B”表示保温车。

#### 型号
- 中国铁路B6型加冰保温车
- 中国铁路B10型机械保温车
- 中国铁路B15型加冰保温车
- 中国铁路B19型机械保温车组
- 中国铁路B20型机械保温车组
- 中国铁路B21型机械保温车组
- 中国铁路B22型机械保温车组
- 中国铁路B23型机械保温车组
- 中国铁路BX1K型冷藏集装箱用保温车
- 中国铁路BDL1型冷藏集装箱用保温车
- 中国铁路BNX17K型冷藏集装箱用保温车

### 臺湾
臺灣鐵路管理局使用「R」代表冷藏車。

#### 形式
- 10R100
- 12R200
- 12R300
- 12R500